# Міклош Йошіка
Міклош Йошіка (угор. Jósika Miklós; 28 квітня 1794, Турда, Трансильванія (нині жудець Клуж, Румунія) — 27 лютого 1865, Дрезден) — угорський барон, письменник, революційний діяч (1848—1849).

## Біографія
У молодості багато років служив в армії. У 1836 опублікував свій перший роман під назвою «Абафі» (Abafit, історичний роман, про події XVI століття в Трансильванії), з величезним ентузіазмом прийнятий читачами.
Активний учасник революції 1848—1849 в Угорщині. Після її придушення, змушений був тікати за кордон. Продовжував діяльність в центральному штабі польських емігрантів в Брюсселі.
Йошіка — автор численних історичних романів, його називали «угорським Вальтером Скоттом». Твори письменника послужили зростанню інтересу до історії Угорщини.

## Вибрані твори
- «Абафі» (1836),
- «Останній із Баторієв» (1840),
- «Zrinyi a költő» (1843),

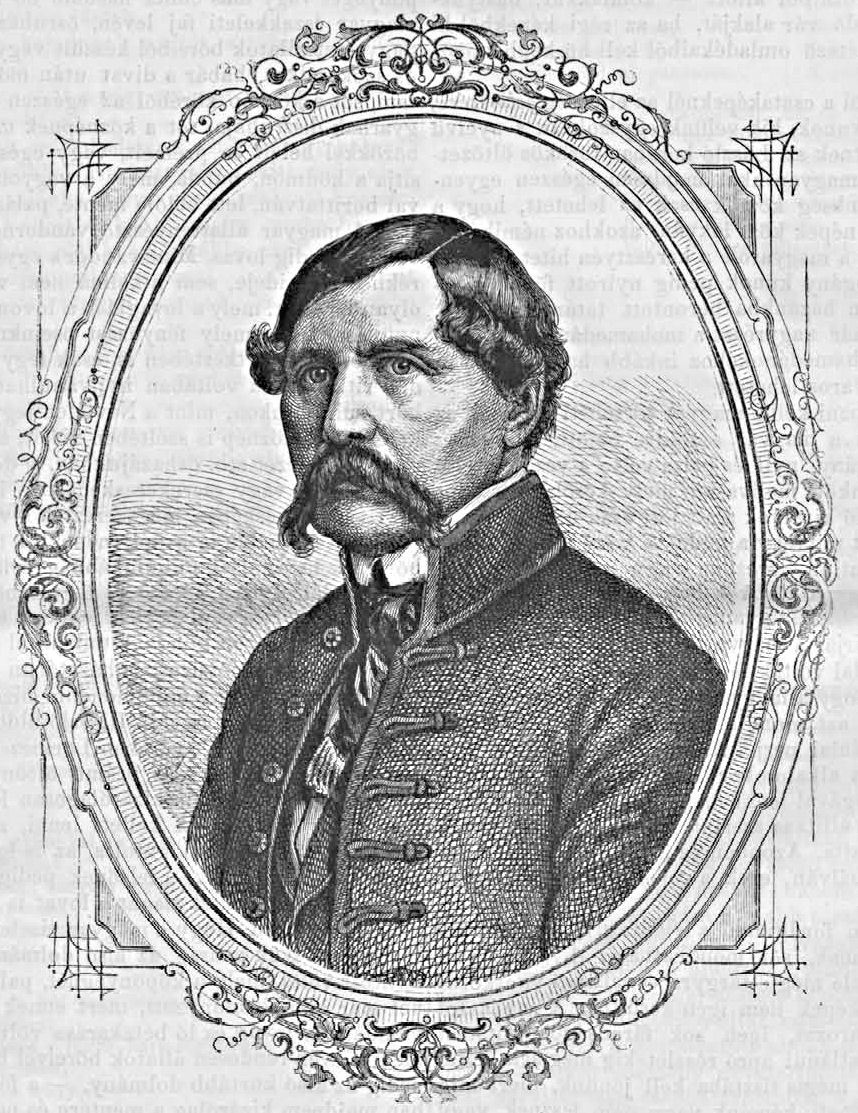
Міклош Йошіка в 1861

- «A csehek Magyarországban» (1845),
- «Іштван Йошіка» (1847),
- «Zur Geschichte des ungarischen Freiheitskampfes» (1852),
- «Második Rákóczi Ferencz» (1861),
- «Die Hexen von Szegedin» (1863),
- «Мемуари» (1865).